# Cidadela do Cairo

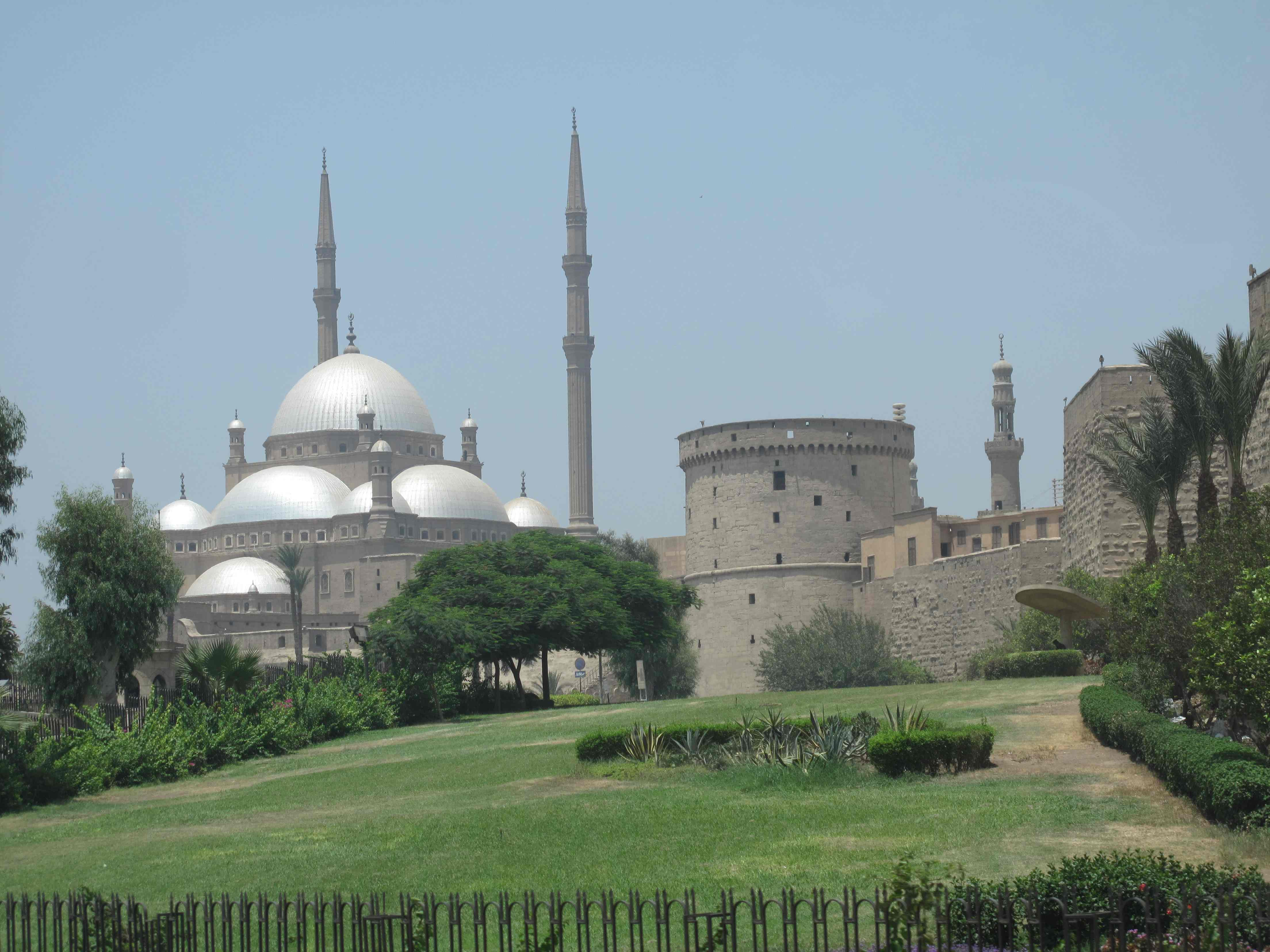
Cidadela do Cairo

A Cidadela do Cairo é um dos pontos turísticos mais populares da cidade do Cairo, no Egito. Foi fundada em 1176 pelo famoso líder muçulmano Saladino, tendo sido a sede do governo egípcio por quase 700 anos.
Está dividida em três partes, sendo que a principal área turística da Cidadela situa-se na parte sul, onde se localizam a Mesquita de an-Nasr Mohammed (a única edificação mameluca que resta na Cidadela) e a Mesquita de Mohammed Ali do século XIX.